# Biztosítási szerződés
A biztosítási szerződés alapján a biztosító meghatározott, a kockázatviselés kezdetét követően bekövetkező biztosítási eseménytől függően bizonyos összegnek megfizetésére vagy más szolgáltatás teljesítésére, a biztosított (illetve a szerződő fél) pedig díj fizetésére kötelezi magát.
Ma Magyarországon a Polgári Törvénykönyv LXII. fejezete (6:439.§. - 6:490.) foglalkozik vele, illetve a biztosítóintézetekről és a biztosítási tevékenységről szóló 1995. évi XCVI. tv. (Bit.) Emellett a biztosítók biztosítási szabályzatban vagy az egyes biztosítási szerződésekben eltérő feltételeket is megállapíthatnak, amennyiben azt jogszabály engedi.

## A biztosítási jogviszony

### A szerződés alanyai
- Biztosító: ez lehet a Bit.-ben meghatározott személyi és tárgyi feltételekkel bíró részvénytársaság, szövetkezet, vagy egyesület.
- Szerződő fél: az ügy ura, aki saját személyében megköti a szerződést, megteszi az ügy szempontjából lényeges jognyilatkozatokat, de emellett őt terhelik a szerződésből eredő főkötelezettségek is (díjfizetés).
- Biztosított: nem minden esetben esik egybe a szerződő féllel. A biztosított hordozza a biztosítási érdeket, neki fűződik ugyanis érdeke ahhoz, hogy a biztosított vagyontárgy vagy személy épségben maradjon. Őt elsősorban jogosultságok illetik meg, de van egy közlési kötelezettsége a biztosító felé.
- Kedvezményezett: az a személy, akit a biztosítási szerződésben külön megneveznek, mint a teljesítést követelhető személy.

### A szerződés tárgya
- Közvetlen tárgy: a biztosító által vállalt helytállási kötelezettség (praestare alakzat) ellenszolgáltatás fejében, amely a biztosítási esemény bekövetkezésekor teljesítéssé változik (dare alakzat).
- Közvetett tárgy: a vagyonbiztosítás esetében releváns; minden olyan vagyontárgy, amely a biztosított érdekkörébe tartozik.

### A felek jogai és kötelezettségei
- Biztosító: köteles megfizetni a biztosítási esemény bekövetkeztekor a biztosítási összeget illetve teljesíteni a vállalt egyéb szolgáltatásokat. Jogosult a biztosítási díj követelésére, illetve adatok kérésére a szerződő féltől. Egyéb törvényben meghatározott esetekben a biztosító mentesülhet teljesítési kötelezettsége alól. Rendelkezik az ún. törvényi engedményi joggal, vagyis ha a kárt megtérítette, akkor a tényleges károkozóval szemben követelheti a kár megtérítését. Megilleti emellett a rendes és a rendkívüli felmondás joga is.
- Szerződő fél: köteles az esedékes biztosítási díj megfizetésére. Ha ezt elmulasztja, eltérő rendelkezés hiányában a szerződés 30 nap elteltével megszűnik. Köteles továbbá adatokat szolgáltatni a biztosítónak, s bejelenteni a lényeges változásokat. Jogosult arra, hogy megjelölje a biztosított illetve a kedvezményezett személyét.
- Biztosított: követelheti a biztosító teljesítését, bármikor beléphet a szerződő fél helyett a szerződésbe, kedvezményezettet jelölhet. Köteles viszont együttműködni a biztosítóval, bizonyítási kötelezettség is terheli, illetve köteles tartózkodni minden olyan magatartástól, amely elősegítheti vagy kiválthatja az esemény bekövetkeztét.
- Kedvezményezett: követelheti a biztosítótól a teljesítést, illetve együttműködési kötelezettsége van.

## A szerződés létrejötte és hatályosulása
Főszabályként a felek írásbeli megállapodásával jön létre, de lehetőség van ún. formák alapján is erre. Általában ez azt jelenti, hogy a szerződő fél írásbeli ajánlatot tesz és a biztosító az ajánlat tartalmával egyezően előre meghatározott, nyomtatott szerződési feltételsort bocsát ki. Az ajánlati kötöttség 15 napig, egészségügyi kockázatfelmérés szükségessége esetén 60 napig áll fenn. Létrejöhet még egyedi szerződésben, közös okiratba foglalva, biztosítási kötvényként, igazolójeggyel, esetleg biztosítási bélyeggel. Egészen ritka esetben, fogyasztói szerződéseknél, ráutaló magatartással is létrejöhet, ebben az esteben a Polgári Törvénykönyv előírja a tartalmi és formai követelményeket, illetve azt, hogy ez esetben ha eltérés mutatkozna a biztosító általános szerződési feltételei és a szerződés közt, akkor nem kötelező írásba foglalni a biztosító módosítási javaslatát.
Fogyasztói szerződések esetében a Polgári Törvénykönyv egyoldalúan kógens szabályokat is előír.
Általában azon a napon lép hatályba a biztosítási szerződés, amikor a szerződő fél az első alkalommal tesz befizetést a számlájára. A felek megállapodhatnak ettől eltérő időpontban is. Amennyiben még a szerződés hatályának kezdete előtt a biztosítási esemény bekövetkezett, bekövetkezése lehetetlenné vált, vagy megszűnt a biztosítási érdek, úgy a szerződés vagy annak megfelelő része hatálytalanná válik. Adott esetben úgynevezett előzetes fedezetvállalásban is megállapodhatnak a felek, azaz hogy a biztosító már akkor viseli a biztosítási kockázatot, amikor a szerződés még nem jött létre.
A szerződő fél köteles minden lényeges körülményt közölni a szerződés megkötésekor, amelyet ismert vagy ismernie kellett, ha ezek később megváltoznak, ezeket bejelenteni köteles. Ha a biztosítási kockázat változna meg jelentősen, a biztosító 15 napon belül javaslatot tehet a szerződés módosítására, vagy 30 napra írásban felmondhatja azt.

## A teljesítés
A szerződő fél részéről a teljesítés a díjfizetéssel történik, melynek első részlete vagy a szerződéskötés időpontjában, vagy a felek által meghatározott időpontban esedékes (utóbbi jellemzően az egyszeri díjnál szokott előfordulni). A biztosítási időszak egy év.
Ha a szerződő fél és a biztosított nem ugyanaz a személy, a szerződő félnek tájékoztatási kötelezettsége is van a biztosított felé, ha hozzá nyilatkozatok érkeznek, vagy a szerződésben változások következnek be. A biztosított számára nyitva áll annak a lehetősége, hogy a biztosítóhoz intézett írásbeli nyilatkozattal a szerződésbe belépjen, ilyen esetben a folyó biztosítási időszakban még a szerződő féllel egyetemleges a felelőssége.
A szerződés teljesítésére a biztosítási esemény bekövetkezte után kerülhet sor. Ez általában pénzbeli szolgáltatás, melyet a bejelentéstől számított 15 napon belül köteles a biztosító megfizetni. A teljesítés nem feltétlenül szerződést megszüntető ok, csak akkor, ha a szerződést eleve egyetlen biztosítási eseményre vagy egyetlen meghatározott vagyontárgyra kötötték, és ennek pusztulása bekövetkezett. Nem áll fenn kötelezettség a biztosító részéről, ha a szerződő fél illetve a biztosított nem jelenti be határidőben a biztosítási esemény bekövetkeztét, nem adja meg a biztosítónak a szükséges tájékoztatást, vagy nem teszi lehetővé, hogy a bejelentését leellenőrizzék, és emiatt lényeges körülmények válnak kideríthetetlenné.

## Szerződésszegő magatartások
A biztosító szerződést szeghet, ha késedelembe esik a teljesítéssel, illetve azt alapos ok nélkül megtagadja. Késedelem esetén kamatfizetési kötelezettsége keletkezik.
Ha a szerződő fél vagy a biztosított szeg szerződést, akkor az hatálytalanságot idézhet elő. Ha a szerződésszegés díjnemfizetés miatt következik be, úgy a biztosító először 30 napos határidővel fizetési felszólítást küld, és ennek meg nem fizetése esetén szűnik meg a szerződés, mégpedig az esedékesség napjára visszamenőleg. Folytatólagos díj meg nem fizetése esetén megszűnt szerződés esetén a szerződő félnek lehetősége van 120 napon belül a kockázatviselés helyreállítására, feltéve, ha megfizeti a díjhátralékot.

## Együttbiztosítás, csoportos biztosítás
Abban az esetben, ha – előre rögzített arányok szerint – a biztosítási kockázatokat több biztosító közösen viseli, és a biztosítási szolgáltatást közösen teljesíti, a szerződésben az együttbiztosításban részt vevő valamennyi biztosítót és kockázatvállalásuk mértékét is fel kell tüntetni. Együttbiztosítás esetén a biztosítók szolgáltatási kötelezettsége saját kockázatvállalásuk mértékéig terjed (mely mérték kötelező tartalmi elem, ennek hiányában a szerződés semmis). Ez jellegzetesen jelentős gazdasági biztosítások esetében szokott szóba kerülni.
A biztosítókat a szerződő féllel szemben a szerződésben megnevezett vezető biztosító képviseli. Ha a szerződésben nem nevezték meg a vezető biztosítót, a szerződő fél – választása szerint – bármelyik biztosítónak joghatályosan teljesíthet vagy tehet jognyilatkozatot.
Csoportos biztosítás esetén a biztosítottak meghatározása valamely szervezethez való tartozásuk, a biztosítottak és a szerződő fél között fennálló jogviszony vagy egyéb kapcsolat alapján történik, és a biztosító kockázatának vizsgálatára és vállalására a csoportra tekintettel kerül sor. Ha a szerződésben a biztosított személyeket kizárólag valamely csoporthoz tartozásuk alapján határozták meg, azokat a személyeket kell biztosítottnak tekinteni, akik a biztosítási esemény bekövetkezésének időpontjában a csoporthoz tartoztak. Biztosított lehet a csoport tagjának hozzátartozója is.
A biztosítónak a szerződő felet kell tájékoztatnia; a szerződő fél a hozzá intézett nyilatkozatokról és a szerződésben bekövetkezett változásokról köteles a biztosítottat tájékoztatni. A szerződés korlátozhatja vagy kizárhatja a biztosított belépését a szerződésbe. Ha a szerződés úgy rendelkezik, a biztosítási fedezetet a biztosított és a szerződő fél között fennálló jogviszony megszűnése nem érinti.

## A szerződés megszűnése
- Közös megegyezéssel
- Egyoldalúan, felmondás útján
- Határozott időre kötött szerződés a meghatározott idő eltelte után
- Esetenként a biztosított halála
- Díjfizetés késedelme vagy megtagadása esetén, ha másként nem állapodtak meg
- A szolgáltatás lehetetlenül vagy megszűnik a biztosítási érdek